# Republicasia
Republicasia, Engels: Republic City, is een fictieve stad die voor het eerst voorkomt in de Nickelodeon spin-off serie De legende van Korra. Republicasia is de hoofdstad van de Verenigde Republiek der Naties. De stad is opgericht door Avatar Aang en Vuurheer Zuko na het einde van de Honderdjarige Oorlog. In de baai staat een groot beeld van Avatar Aang dat werd geschonken door de Vuurnatie als teken van vrede. De stad is gebaseerd op een Manhattan tussen 1920 en 1939, maar dan op een locatie in Azië.
De stad bevindt zich in het oostelijk territorium van de Republiek en is gelegen aan de Yuebaai. De stad is gebouwd op de restanten van een voormalige Vuurnatiekolonie en diende als toevluchtsoord voor immigranten uit alle vier de naties. In de tijd van Avatar Korra is de stad uitgegroeid tot een metropool, met substantiële hoogbouw. De stad is daarmee de modernste en grootste stad in de wereld, met een inwoneraantal die loopt tot in de miljoenen.
Bekende locaties naast Aangs standbeeld in Rebublicasia zijn: het Luchttempel eiland, Avatar Korra Park en de Pro-sturingarena. De stad heeft tevens een eigen politie eenheid de Politie eenheid van Republicasia opgericht door Toph Beifong en omstreeks 170 NSK onder leiding van Lin Beifong.

## Geschiedenis
Tijdens de Honderdjarige Oorlog had Vuurnatie vele koloniën gesticht in het Aarderijk. Toen de Oorlog voorbij was besloten Vuurheer Zuko, de Avatar en Aardekoning Kuei dat de kolonies van de Vuurnaties uit het Aarderijk zullen moeten verdwijnen in naam van de Peace Restoration Movement. Met de vrij recente was de deportatie van Vuurnatie inwoners geen groot probleem, maar bij kolonies die zich al vaak sinds het begin van de Oorlog in het Aarderijk bevonden was dit een ander verhaal. In deze kolonies zoals Yu Dao leefden inwoners van de Vuurnatie en het Aarderijk veelal vredig naast elkaar, met als uitkomst dat er ook relaties ontstonden tussen inwoners van de twee naties. Zo was de burgemeester van Yu Dao een inwoner van de Vuurnatie maar was zijn vrouw een aardestuurder uit het Aarderijk, samen hadden zij een dochter die aarde kon sturen maar tevens een inwoner was van de Vuurnatie wegens de afkomst van haar vader. Deze situatie leidde er toe dat Vuurheer Zuko zich terugtrok uit de Peace Restoration Movement. Wat tot spanningen leidde tussen hem en de Avatar.
Na het net op aan ontsnappen van het opnieuw uitbreken van een oorlog komen Aang en Zuko tot een oplossing voor de impasse die is ontstaan. Zij besluiten de Vuurnatiekoloniën niet volledig te verwijderen, maar besluiten om deze koloniën hun eigen autonomie te verlenen. Als gevolg van dit besluit, de mix van verschillende culturen en de einde van de Oorlog beleefden bedrijven een grote welvaart in de voormalige koloniën. Zo ontstond ook de eerste joint venture tussen de Vuurnatie en het Aarderijk, de Earthern Fire Refinery dat was ontstaan om de grote hoeveelheid aan kristallen te delven waar oorspronkelijk de stad Tienhai was gelegen. De raffinaderij trok veel werklui en ondernemers aan. Wat van origine een klein dorpje was groeide uit tot een groot dorp genaamd Kraanvisdorp
Niet veel later werd besloten om het territorium van de voormalige koloniën en naastgelegen gronden, waaronder Kraanvisdorp om te vormen tot een vijfde natie. Deze natie zou dienen als een open gemeenschap, en welkom bieden aan iedereen ongeacht afkomst uit welke natie dan ook, en zal bestuurd worden door een raad van vertegenwoordigers uit elk van de vier naties. Zij noemde deze soevereiniteit de Verenigde Republiek der Naties, en maakte van Kraanvisdorp Republicasia, de hoofdstad.